# Latarnia morska Bénat
Latarnia morska Bénat (fr. Phare du Cap Bénat, znana także jako Phare du Cap Blanc) – francuska latarnia morska, położona w Bormes-les-Mimosas na śródziemnomorskim wybrzeżu Francji, w departamencie Var.

## Położenie
Latarnia w rzeczywistości została zbudowana na południowy zachód od przylądka Bénat, na przylądku zwanym Białym (Cap Blanc), w La Favière, części gminy Bormes-les-Mimosas. Droga dojazdowa jest drogą prywatną i dostęp do obiektu jest możliwy jedynie ścieżką od strony morza.
W pobliżu znajdują się ruiny zamku Bénat.

## Dane techniczne
- Położenie: 43°05'19" N 6°21'46" E
- Wysokość wieży: 14 m
- Wysokość budynku: 15,5 m
- Wysokość światła: 84,6 m n.p.m.
- Zasięg nominalny światła: 21 Mm (38 km)
- Charakterystyka światła: błyskowe (czerwony błysk co 5 s)
- Reflektor: halogenowy, o mocy 1000 W[2][3]

## Historia
Latarnia została zbudowana w 1895 roku. Obecna charakterystyka światła była używana od początku, przy czym w 1917 roku przy okazji modernizacji wymieniono soczewkę. W 1984 roku latarnia została zautomatyzowana i odtąd jest sterowana z Porquerolles.